# Lijst van Belgische medaillewinnaars op de Europese kampioenschappen veldlopen
Dit is een lijst van Belgische medaillewinnaars op de Europese kampioenschappen veldlopen atletiek.
- Hans Janssens – mannen U20 – 6550 m (23.00)  – Velenje 1999
- Jeroen D'hoedt – mannen U20 – 6039 m (18.46) – Dublin 2009
- Atelaw Bekele – mannen  – 9870 m (29.15) – Velenje 2011
- Pieter-Jan Hannes – mannen U23 – 8000 m (24.02) - Belgrado 2013
- Louise Carton - vrouwen U23 - 6000 m (19.46) - Hyeres 2015
- Isaac Kimeli - mannen U23 - 7970 m (22.48) - Chia 2016

Zilver 
- Mohammed Mourhit – mannen – 9500 m (28.08) – Ferrara 1998
- Soufiane Bouchikhi – mannen U23 – 8050 m (24.40) – Boedapest 2012
- Isaac Kimeli – mannen U20 – 6000 m - (17.51) – Belgrado 2013
- Jeroen D'hoedt, Bashir Abdi, Koen Naert, Soufiane Bouchikhi, Lander Tijtgat, Abdelhadi El Hachimi – mannen landenklassement - (49 p) - Belgrado 2013
- Isaac Kimeli, Simon Debognies, Dieter Kersten, Steven Casteele, Michael Somers - mannen U23 landenklassement - (53 p) - Chia 2016
- Simon Debognies, Robin Hendrix, Michael Somers - mannen U23 landenklassement - (26 p) - Šamorín 2017
- Isaac Kimeli - mannen - 10,3 km (28.52) - Tilburg 2018
- Soufiane Bouchikhi, Isaac Kimeli, Lahsane Bouchikhi, Michael Somers – mannen landenklassement - (38 p) - Lissabon 2019

Brons 
- Atelaw Bekele – mannen U23 – 8018 m (25.21) – Dublin 2009